# مملكة دادان
دادان أو ددن كما تعرف باسم مملكة لحيان (بخط المسند:  ) هي مملكة عربية قامت في مستوطنة دادان وتيماء ومدائن الأسود وجبل عكمة بإقليم الحجاز، غرب شبه الجزيرة العربية، وتقع حاليًا في دولة المملكة العربية السعودية؛ كانت تسمى في الفترة الأولى ددان، ودامت ددان في مرحلتها الأولى في الفترة (700 ق.م - 100 ق.م). وثم في مرحلتها الثانية في الفترة الممتدة بين سنة 107م و150م. في عصر ما قبل الميلاد أقامت جالية معينية قادمة من جنوب شبه الجزيرة العربية في ددان وتيماء شمال الحجاز ثم جاء بعد اللحيانيون من مكة واستولوا على الحكم فهم عدنانيون إسماعيليون.، كانت تسمى مستوطنتهم ددن أو دادان، وفي فترة من الفترات اتخذ اللحيانيون من مدينة ددان عاصمة ثانية لهم في الشمال، وكانت لهم قوة ومنعة. وقد أسهمت حضارتهم بقدر وافر في حركة الفنون والكتابة والتجارة والمعمار، ولاتزال آثارهم و نقوشهم باقية هناك حتى اليوم.

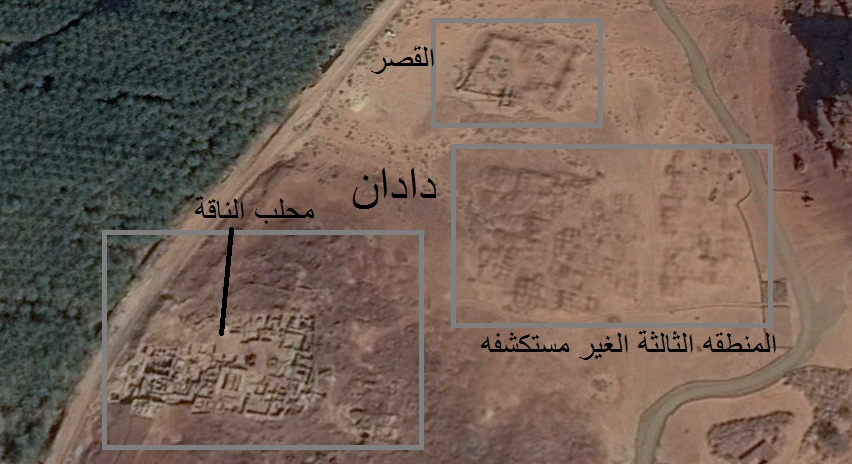
صورة عبر الاقمار الصناعية لمدينة دادان الأثرية، ويظهر موقع قصر الحاكم وموقع مستوطنة دادان ومعبد محلب الناقة والمنطقة الثالثة الغير مستكشفة في دادان، الملاحظ ان الدادانيين بنوا مدينتهم بين الوادي والجبال كتحصين جغرافي

## أصولهم
حكم هذه المملكة سلالتين مختلفة من العرب وهم المعينيين واللحيانيين وترجع أصول المعينيين الشماليين إلى جنوب الجزيرة العربية، واما اللحيانيين فأصولهم من الحجاز وكانوا جميعا يتحدثون باللغة العربية الأثرية، ولغتهم هي الأقرب إلى اللغة العربية الشمالية الفصحى (لغة العدنانيين) واللغة السبئية المتأخرة. وقد أطلقت الكتب اليهودية اسم الددانيين على المعينيين وكذلك اللحيانيين نسبة إلى مستوطنة ددن، المكان الذي تستريح فيه القوافل العربية القادمة من بقية أجزاء الجزيرة من الحجاز وغيرها. ، وأباهم هو يقشان، وعمهم هو مدين. وقد يكون المقصود ب «يقشان» قبيلة فيشان التي منها ملوك سبأ الأوائل. واللحيانيين وهم من حكموا بعد الدادانيين قيل انهم من سلاله لحيان بن هذيل بن مدركة بن إلياس بن مُضر من ذرية إسماعيل بن إبراهيم. ويذكر جواد علي في كتابة المفصل في تاريخ العرب قبل الإسلام.

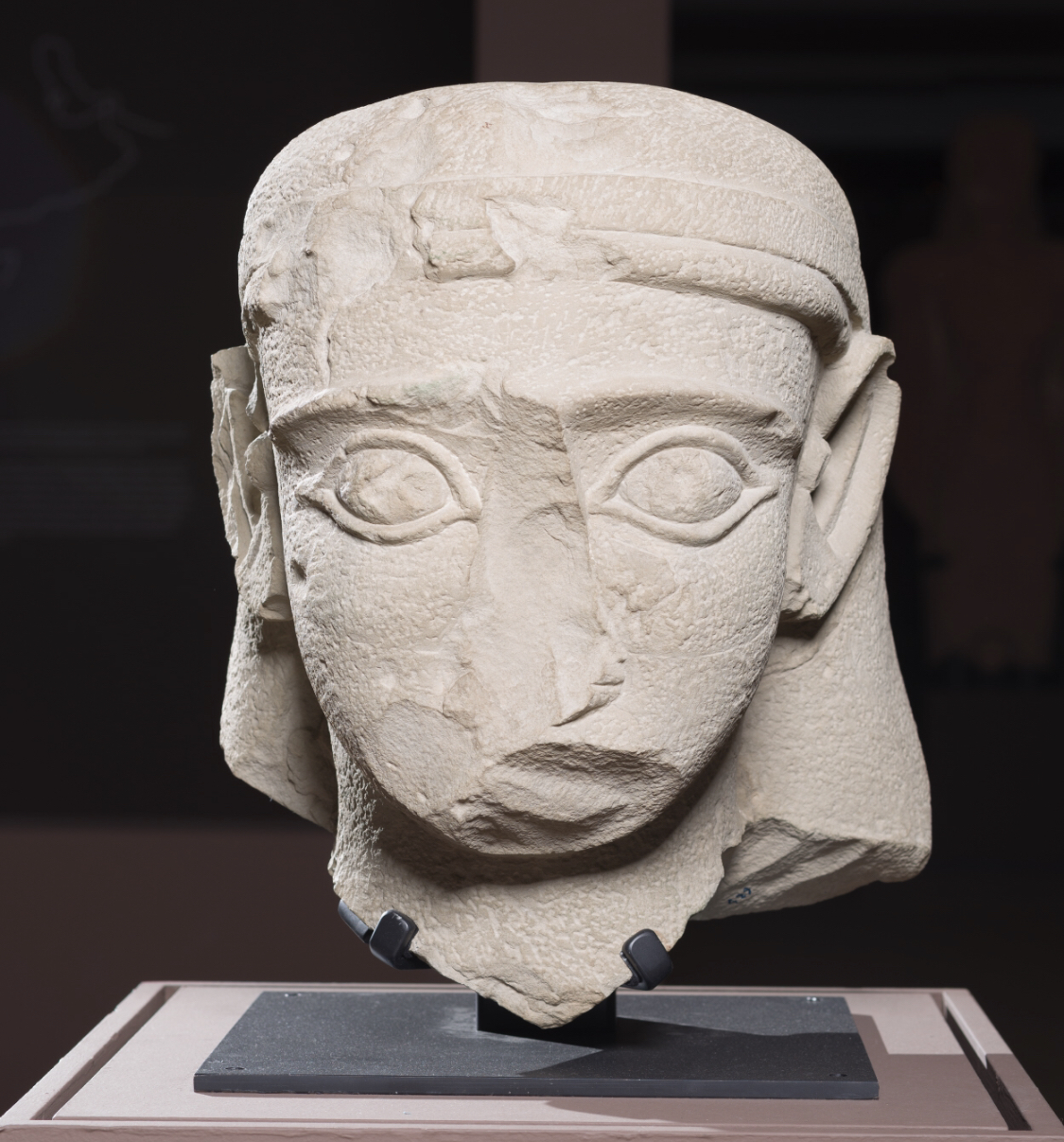
رأس ملكي لحياني لرجل ملتحٍ، من تيماء، القرن السادس-الثالث قبل الميلاد. كان في الأصل جزءًا من تمثال ضخم يبلغ ارتفاعه 4 أمتار منحوتًا من كتلة واحدة.

| مملكة دادان | وقد يكون "بنو لحيان" الذين يذكرهم أهل الأخبار. من بقية ذلك الشعب الساكن في "الديدان" أما اللحيانيون، فهم من "بني لحيان بن هذيل بن مدركة بن الياس بن مضر" فهم عدنانيون، وقد كانوا ينزلون في شمال شرقي مكة | مملكة دادان |

وحسب النقوش كان المعينيون الشماليون (الددانيون) يسكنون في جنوب الجزيرة واللحيانيون في الحجاز وتحديدا مكة مثل ما يرى العديد من الباحثون، وانتقلوا إلى مستوطنة ددان للتجارة، وقد كان المعينيون الشماليون (الددانيون) في ددان يتحدثون باللغة المعينية وكذلك اللحيانيون المتواجدون بسبب تأثرهم بالمعينيين، ولكنهم استعملوا أيضا كلمات وقواعد لغوية منتشرة بين السبئيين، ويظهر من تماثيلهم أنهم كانوا يرتدون الزي السبئي الشائع باليمن والحجاز القديم. ويذكر ان اللحيانيين أتوا بعد المعينين وقد سيطروا على الحكم وتأثروا بثقافة المعينيين ويذكر جواد علي.
| مملكة دادان | وقد اختلف الباحثون فيمن سكن هذه الأرضين أولًا ومن حكم قبلًا الديدانيون، أم المعينيون أم اللحيانيون؟ فذهب بعضهم إلى أن اللحيانيين إنما جاءوا بعد المعينيين، وهم الذين قضوا عليهم وانتزعوا منهم الحكم وألفوا مملكة لحيانية | مملكة دادان |

وقد ذكر في نقوش «اب يدع ذو لحيان» أحد أقيال لحيان، وكان وزيرا للدولة الحميرية. في اللغة السبئية اسم لحيان يتكون من مقطعين: «لحي» الاسم، و«ان» أداة تعريف بلغتهم. وعبر التاريخ ذكرت ثلاث قبائل تسمى لحيان: قبيلة «ذو لحيان» في نقوش المسند، و«بنو لحيان» في العصر النبوي، وقبيلة «لحيان» المعاصرة؛ أما قبيلة بني لحيان في العصر الإسلامي فهم من قبيلة هذيل فكانت منازلهم في وادي غران بين أمج وعسفان إلى أرض يقال لها ساية، وقبيلة لحيان فتنتشر بين مكة وجدة. ويرى عالم الآثار وليام البرايت أن «ذو لحيان» أسرة ملكية ظهرت في العلا في ذلك العصر.

## النقوش
عرفت مملكة ددان في الكتابات والنقوش باسم ددن، وكان يحكمها كبراء/أقيال/ملوك. وكان ملوك لحيان يعينون حكامًا على مستوطنة دادان باسمهم، وأن درجتهم هي درجة «كبر»؛ أي من الكبراء، حسب طريقتهم في تقسيم مملكتهم إلى «محافد» أي أقسام، يكون على كل محفد، أي قسم من المملكة، رئيس من الكبراء، يتولى الحكم باسم الملك في المسائل العليا، وفي جمع الضرائب التي يبعث بها إلى العاصمة، وفي المحافظة على القوافل التِجارية. وقد عثر على كتابات معينية كثيرة ذكرت فيها أسماء «كبراء» حكموا دادان باسم ملوك معين، وقد ورد اسم الملك المعيني «اليفع بشر» في كتابات عثر عليها في دادان، أمر بتدوين إحداها القيل «وهبال بن حيو ذعم رتنع»، من أعيان المعينيين في الشمال ومن «الكبراء» في دادان. وأما الكتابة الأخرى فتعود إلى «يفعن»«يفعان»، من رؤساء «ددان» كذلك. وقد كان هذان الرجلان من أسرتين كبيرتين، عرفتا في أيام معين المتأخرة، وورد اسم الأسرتين في عدد آخر من الكتابات في دادان. وورد في النقش اسم الملك «وقهال نبط»، ملك معين الذي دبر موت العرب في مدينة «قرنو» عاصمة معين. في عهد «هنا يامن»، «هانئ يأمان»، الذي كان كبيرًا/ حاكمًا على مستوطنة دادان في منطقة الخريبة؛ أي في الأرض التي سكنها المعينيون الشماليون. والملك المذكور هو ابن الملك «اليفع بشر» وشقيق الملك «حفن ريام».

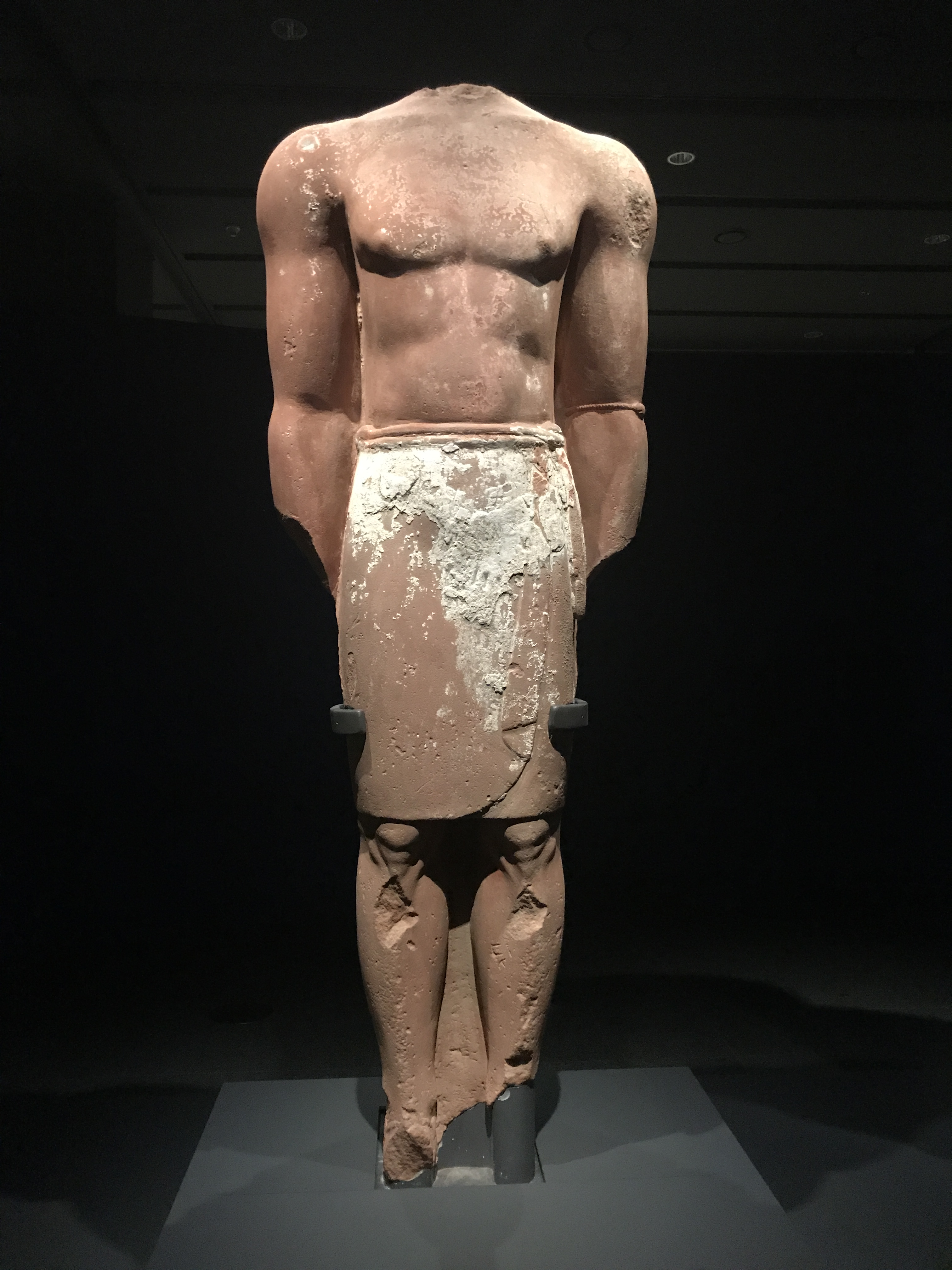
تمثال ضخم من ددن العلا ، لرجل يرتدي الإزار العربي اكتشف التمثال في معبد محلب الناقة، يتبع النحت الفني الموحد لمملكة دادان، التمثال الأصلي مطلي باللون الأبيض

## الكتب اليهودية
أطلقت الكتب اليهودية اسم الددانيين على المعينيين واللحيانيون، نسبة لمستوطنة دادان في العلا، وتذكر المصادر اليهودية أن الددانيين هم أبناء عمومة السبئيين. وقد جعلت الكتب اليهودية أراضي شبه الجزيرة العربية المتاخمة لأرض أدوم ضمن سلطان الددانيين، وذكر في الكتب اليهودية أن الددانيين كانوا من الشعوب الجزرية التي ترسل بضاعتها إلى بني إسرائيل.13 (وحي من جهة بِلاد العرب: في الوعر في بلاد العرب تبيتين، يا قوافل الدادانيين) 14 (هاتوا ماء لملاقاة العطشان، يا سكان أَرض تيماء. وافوا الهارب بخبزه.)

## مملكة ددان
بعد أن استوطن المعينيون في العلا شمال الجزيرة العربية أنشؤوا لهم بها مستوطنات حضرية صغيرة مثل تيماء ودادان، والتي هي مقاطعة فيدرالية/ مملكة صغيرة «مملكة مدينة»، لا تتعدى سيطرتها حدود تلك المدينة، وأسموها «ددن«، نسبة إلى تلك المدينة. وقد بدأت مستوطنة ددان هذه في القرن 7 ق.م واستمرت حتى القرن 1 ق.م على رأي عالم الآثار «وليام البرايت«. وقد ذهب بعض الباحثين إلى أن الحميريين استولوا على ددن مواطن المعينين الشماليين في حوالي سنة 115ق.م، فخضعوا بذلك لحكم الحميريين. ويرى صاحب كتاب ترتيب الأعلام على الأعوام أن مملكة لحيان التي سيطرت على المعينيين تعود إلى لحيان ابن هذيل بن مدركة وهو جد جاهلي عربي من ذرية إسماعيل 

ومملكة ددان كانت دولة قوية ومركز تجاري هام في شمال الحجاز قامت في دادان وتيماء الأجزاء الشمالية الغربية من شبه الجزيرة العربية، يعتقد بعض الباحثين أن قبيلة «ذو لحين» إحدى قبائل الحجاز الإسماعيلية التي سكنت في العلا ذلك العصر، وكانوا من سكان مكة بالأصل، وكان لهم تواجد كتجار في اليمن لورود نص يشير إلى قيل لحياني تابع لمملكة حمير اسمه «أب يدع ذو لحيان» واستوطنت قبيلة لحيان» جنوب ددان، فلما برزت سلطة الحميريين في اليمن وضعفت حكومة المعينيين في جنوب الجزيرة العربية انفصل المعينيون الشماليون عن مملكة معين، وأصبحوا تابعين لمملكة حمير قبل أن يسيطر اللحيانيين على كامل المملكة ويأخذوها من المعينيين ويؤسسوا مملكتهم اللحيانية، ويرى جواد علي أن اللحيانيين كوَّنوا مستعمرات في أعالي الحجاز منذ القرن السادس قبل الميلاد أيام قوة المعينين، وحققت هذه المستعمرات تأمين القوافل التجارية والطرق التجارية من جنوب شبه جزيرة العرب إلى شمال شبه جزيرة العرب. ووفقًا لورنر كاسكل:
| مملكة دادان | الجدير بالذكر هو أن العهد القديم لديه الكثير ليقوله بشأن السبئيين وواضح أنه صامت بشأن المعينيين ولكننا نجد ذكرا لددان وظهر في سلسلة الأنساب الموضوعة في العهد القديم كأخ لسبأ (تكوين 10:7) وهو ماله تفسير واحد، عندما يتحدث العهد القديم عن الددانيين فإن المقصود هو معين والسبب في ذلك الاستخدام واضح، وذلك لأن قوافل مملكة معين العربية الجنوبية كانت تتوقف في ددان ولا تجاوزها، فيقوم مواطنيهم في تلك المستعمرة بنقل البضائع إلى محطات أخرى؛هدف هذه المستعمرة هو تقصير مشقة السفر على المعينيين. | مملكة دادان |

أغلب بضاعتهم القادمة من جنوب شبه الجزيرة العربية كانت موجهة لمصر واليونان، ويعتقد كاسكل أن الدادانيين (المعينيين وكذلك اللحيانيين) استقلوا عن مملكة معين في القرن الأول ق.م قرابة 100 ق.م عندما برز الحميريون في اليمن، كان المعينيون يسيطرون على دادان وأعالي الحجاز من القرن السادس ق.م بدلالة أن حكامهم كانوا تابعين لمملكة معين بشكل مباشر وفي القرن الأول قبل الميلاد استقل المعينيون الشماليون عن معين لما بدأت سلطة الحميريين بالتزايد في اليمن. يرى جواد علي أن الددانيين اسم أطلقه اليهود على التجار المعينيين وكذلك اللحيانيون، وقد عدهم بلينيوس الأكبر في جملة الشعوب الجزرية.

## حكام دادان في هذه الفترة
- وقهال نبط ملك معن (ملك معين)
- كبرا* (ملك ددن)
- متعال بن كبرا* (متعال بن كبرا ملك ددن)
- عاصي فعل لطحن (ملك ددن)
- هناء يامن
- وهبال بن حيو ذعم رتنع
- منعي لذن بن هـنأس
- سلح
- شكر بن هشعت

وقد وثق حكام هذه الفترة علاقاتهم التجارية مع الدول المجاورة كالإدوميين والمصريين، لكن هذه العلاقة كانت أكثر عمقًا مع حكام مصر. حيث كان اللحيانيين يُصَدِّرُون لهم المواد العطرية والبهارات والخيول العربية الأصيلة، عبر ميناء (أمبليوني) المقام على السواحل المصرية باتفاق الدولتين، وعبر الميناء المعيني (لويكي كومي).
كما أعطى المجتمع المعيني في دادان حُرِّية التملك للمرأة، وقد ثبت هذا في نقوشهم. كما أنهم كانوا ينحتون جبال العلا، ويتخذونها مقابر لدفن موتاهم. وتتميز مدافنهم التي في مدائن الأسود عن مدافن أصحاب الحجر (النبط) التي في مدائن صالح (الحجر) بأنها شبه مربعة الشكل، لا تزيد فتحتها عن متر مربع واحد، وعمقها في داخل الصخر حوالي مترين. ومن أشهر المدافن «بيت الأسدين».
يقع المعبد المعيني وسط مدينة «ددان»، ويسمى حديثًا «معبد محلب الناقة» وله فناء واسعٌ، وينتشر فيه الكثير من النقوش بخط المسند، ويوجد بالمعبد مرر وضع فيه 16 تمثالًا ضخمًا نحتت بإتقان، وهذه التماثيل تظهر رجالًا يرتدون الزي السبئي الصحراوي/ الزي التهامي، وتحمل الطابع المعيني المتمثل في شكل الوجه والرأس واللبس، وتشبه لحد كبير التماثيل التي اكتشفت في الجوف ومأرب، ولم يعلن علماء الاثار بعد هل كانت ديانة الددانيين الرئيسية تقوم على عبادة الله أم وثنية أم تلبست بطقوس وثنية وشركيه مع عبادة الله. وقد سجل بعض التجار القادمين من مملكة معين أسماء أوثان معين؛ مثل ود ونكرح في مدافنهم ومقابرهم الصخرية في مدائن الأسود (مقابر الأسود).
أمَّا لغتهم في ذلك العصر فهي اللغة المعينية، ولغتهم هي الأقرب إلى اللغة العربية واللغة السبئية المتأخرة، وخطهم هو الخط المسند الجنوبي. ويدل انتشار الكتابات المعينية بهذا الحجم الكبير في العلا وما حولها على أن طبقة متعلمة هاجرت من مناطق جنوبية، مما يؤكد اهتمامهم بالقراءة والكتابة.
ظهرت الأنباط في منتصف القرن الثاني قبل الميلاد، وقد قاموا باتخاذ الحجر (مدائن صالح) مقبرة لهم، ولا يوجد ما يدل على احتلال الأنباط لمدينة ددان أو تيماء، لكن وجدت نقوش باللغة العربية بالخط النبطي (ليس باللغة النبطية) على بعض واجهات المقابر في مدائن صالح، يذكر فيها اسم صاحب المقبرة واسم النحات والقبيلة واسم الملك النبطي حارثة، مما يدل على اتخاذ النبط الحِجر (مدائن صالح) كمقابر، ولا يعرف بالضبط من نحت الواجهات الصخرية النبط أم أناس من العلا تابعون للمملكة النبطية، لكن يتبين حسب لغتهم أنهم قوم جزريون يتحدثون بإحدى اللغات العربية البدائية وليس باللغة النبطية، وأسماؤهم عربية؛ مثل كهلان وجندب ونحوه، ولم يكتشف أي نقش يدل على سيطرة النبط على تيماء أو ددان مستقر لحيان، ولم يذكر النبط مدينة ددن في نقوشهم على الإطلاق.
وحيث إن المعلومات التي وصلتنا عن هـذه الفترة تعتبر ضئيلة جدًّا، إذا ما قورنت بالمعلومات التي وصلتنا عن طريق نقوش مملكة معين في الجوف، فإننا سنكتفي بهذه المعلومات إلى أن تُبْدي لنا الأيام القادمة ما خفي علينا من تاريخ مملكة ددان، خاصة عند إجراء الحفريات الأثرية الجادَّة، والْمُنْتَظَر القيام بها في المنطقة.
قضى الرومان على الأنباط سنة 106م، وللموقف الودِّي الذي وفقه سكان العلا من الرومان أثناء حربهم مع الأنباط جعل الرومان يوقفون زحفهم عند نهاية الأراضي النبطية، ولم يتوغلوا في صحاري الجزيرة العرببة. ويبدو أن عدم رغبة الرومان في حكم صحاري الجزيرة العربية القاحلة، وعلاقتهم الجيدة مع سكان دادان والعلا، شجع سكان العلا على إدارة شؤونهم والتحكم بالتجارة من جديد.
وتقع دادان والعـلا على الطريق التجاري الذي يربط المحيط الهنـدي بالبحر الأبيض المتوسـط، والمار بغرب الجزيرة العربية، وتمتـد العلا من السور الجنوبي المعروف اليوم في المنطقة بجدار السـبعة، وحتى السور الواقع شـمال جبل عكمه، وهي محصورة بين الجبل الشرقي والجبل الغربي، ومما ساعد على هـذا التحديد انتشـار الكتابات المسندية في هذه المنطقة، وترتفع العـلا 674 م فوق سـطح البحر.
وكذلك ما ذَكَرَتْهُ الْمَسَلَّة الآرامية عن وجــود الحاكم المعيني بتيماء، وقــد امتــد نفوذها إلى مدينـة «إســتريانا«، التي ذكرها بطليموس في كتابه، وشملت أيضًا بلدة «العُذَيب «الواقعة شـمال العـلا غرب ســكة حديد الحجاز، وذلك لوجود 40 نقشـًـا لحيانيا بها، يحمل أحدها اسـم الملك المعيني الشمالي «سلح«الموسـوم.
وقد تحدَّثت بعض النقوش المسندية، والتي منها النقوش عن التجار الذين قاموا بتقديم زكاتهم عن ممتلكاتهم التي تقع في (يمنت) بلاد الجنوب أي اليمن. ويقوم اقتصاد سكان دادان على عدَّة مقوِّمات وموارد تعتبر من الأهمية بمكان لإنعاش اقتصاد مدينتهم، ومن هذه المقوِّمات والموارد: الموقع، التجارة، الزراعة، الرعي.

## الموقع
تُعَدُّ «ددان «من أهم المحطّات التجارية على طريق القوافل، مما جعل هذا الموقع يقوم بدور مهم في الحالة الاقتصادية للمجتمع المعيني. وتتميَّز العلا بقربها من ساحل البحر الأحمر؛ فهي لا تبعد عنه أكثر من مسيرة خمسة أيَّام، حيث يتوجَّه التجَّار إلى الموانئ القريبة لإجراء عمليات البيع والشراء، مع التجَّار الإغريق والمصريين وغيرهم.
وتَحْتَلُّ ددان العلا موقعًا استراتيجِيًّا على الطريق التجاري القادم من جنوب الجزيرة العربية، والمتَّجِهِ إلى بلاد الشام وسواحل البحر الأبيض المتوسط شمالًا، وإلى بلاد الرافدين في الشمال الشرقي.

## التجارة
من المعروف أنَّ ددان تقع على طريق تجاري مُهِم يصل بين الجنوب والشـمال، تُنْقَلُ عَبْرَهُ البضائع المختلفة من بخور وعطور وبهارات وغيرها، إلى بلاد الشام ومصر وسواحل البحر الأبيض المتوسط وإلى بلاد الرافدين، مما أكسب اللحيانيون مكانة رفيعة في عالم التجارة؛ فمرور القوافل بددان العلا أعطاها حركة تجارية نشطة، ولِتَوَفُّر المواد الغذائية بالمنطقة من حبوب وتمور وغيرها جعل أصحاب القوافل يتاجرون مع سكان هذه المدينة أثناء توقُّفِهِم بها، مما جعل السكان يستفيدون من عائد الخدمات التي يقدِّمونها لتلك القوافل وأصحابها، من طعامٍ وشرابٍ وأعلافٍ لدوابِّهم، كما استفاد كبار القوم في دادان أيضًا من المكوسِ والأعشار التي يأخذونها من التجَّار المارِّين بأرضهم مما أنعش اقتصادهم.
والمكوس: جمع مكس، والمكس هو: الضريبة التي يأخذها الماكس من بائعي السلع في الأسواق من التُّجَّار، والماكس هو: الجابي والجامع للمكوس (الضرائب). والأعشـار: جمع عُشْــرٍ، والعُشْــرُ هو: واحد من عشـرة من الأموال، أي عُشْر ما يُباع، والعَشَّـارُ هو: الجابي للعُشْرِ والقابض له. يقول كاسكل: إنَّ اللحيانيون كانوا من أكثر الشـعوب تُجَّارًا؛ فقد كانت تجارتهم في الدرجة الأولى مع مصر.

## الزراعة
مما لا شك فيه أنَّ الزراعة لا تقوم في مكانٍ ما إلَّا إذا توفرت لها المياه، سواءٌ أكانت هذه المياه جوفية يتم استخراجها عن طريق حفر الآبار، أم كانت ببناء السدود التي تحجز خلفها مياه السيول والأمطار، وعلى هذا الأساس قامت الزراعة في مدن شمال الجزيرة العربية كددان و تيماء وما جاورها.
وتشير النقوش المعينية التي وُجِدَتْ في العلا عامة إلى وجود محاصيل زراعية؛ أهمها ثمار النخيل، كما ورد ذلك في النقش «أبو الحسن 18«.
ويُعَد التمر مصدرًا رئيسيًّا في الغذاء للحاضرة والبادية، لاحتوائه على أهم العناصر الغذائية، وكذلك لسهولة تخزينه وقابليته للتخزين لمدَّة طويلة، وكذلك لسهولة نقله من مكان إلى آخر. وللنخيـل فوائد كثيرة؛ فمن سـعفه تُصْنـَعُ البُسُطُ، ومــن ليفه تُصْنَـعُ الحبال، ومــن جذوعه تُسْـقَفُ المنازل؛ فالنخيل كله فوائد، لذلك نرى اللحيانيون اهتموا بزراعتـه في ذلك الوقت. وللقيام بالأعمال الزراعية لابد من وجود بعض المعاملات التي لها صلة بالزراعة لم تتطرق لها النقوش المسندية؛ فمن هذه المعاملات:
المحاقلة: أي اسـتئجار الأرض والمزارعة، وهي اتفاق بين صاحب الأرض وشــخصٍ آخر يقوم بزراعة الأرض مقابل نســبة مُعَيَّنَة من الثمر؛ كالثلث أو الربع مثلًا. والمساقاة، وهي أن يقوم شخصٌ بتوصيل الماء إلى أرض المســتفيد مقابل حصّة مُعَيّنـة من نتاج الأرض. كما أنشــأت الدولة المعينية شـبكة كبيرة من القنوات لسـحب المياه المخزونة في باطن الأرض، بطريقـة متقدِّمة تقنيًّا تُسَــمَّى في عصرنا الحاضر بالعيون.
{{ويقال إنَّ وادي العلا كان يجري به تسـعون عينًا للماء[بحاجة لمصدر]، قنواتـها محفورة في جوف الأرض، وتحت عُمق أكثر من عشـرة أمتار مطويَّة بالحجارة؛ فقد أَكَّدَ كثيرٌ ممن قام بحفر الآبار في المنطقـة وجود قنوات لتلك العيون، بعضها يجري فيـه الماء والبعض الآخر جافٌّ، وقد أعاد منها أهالي العـلا الحاليون سـتًّا وثلاثين عينًا أقاموا عليـها المزارع والحقول، ويرى بعض الدارسـين أنَّ تلك العيون التســعين يعود إنشــاؤها إلى عصر اللحيانيون الشماليين. وهــذا دليل على اهتمام اللحيانيون بالزراعـة والري.

## الرعي
يُعْتَبَرُ الرَّعْيُ أحد روافد الاقتصاد في المجتمع المعيني الشمالي، لتوفُّر مراعٍ لا بأس بها في منطقة دادان التي تنمو أعشابها في مواسم الأمطار، وحيث إنَّ اللحيانيين يمتلكون كثيرًا من النعم كالأغنام والأبقار والإبل، فإنَّ وجود مثل هذه النعم، خاصة الإبل، في هـذا المجتمع لها أهمية اقتصادية كبيرة؛ حيث إنها تمدُّهم بالحليب واللحوم، ويصنعون من أشعارها وأصوافها وأوبارها ما يحتاجونه من ملابسَ وبُسُـطٍ يفترشونها، والبدو منهم يصنعون منها بيوت الشَّـعْرِ التي يسكنون فيها، وكذلك يسـتخدمون بَعْرَهَا في طهو الطعام والتدفئة.
وقد ذُكِرَت هذه النعم كثيرًا في نقوشـهم؛ مثل: النقش «أبو الحسن 10، 74، 76»، إضافة إلى ذلك؛ تُعَدُّ الإبل في ذلك الوقت الوسيلة الوحيدة والأساسـية في المواصلات ونَقْل البضائع من مكان إلى آخر، وكانت ثروة الرجل في الجزيرة العربيـة تُقَدَّرُ بعدد ما يملكه من إبل. وقد ورَدَتْ لفظة «رع» والتي تأتي بمعنى «الرعي» في النقش «أبو الحسن 189»، وهـذا دليل على وجود حرفة الرعي عنـد ذلك المجتمع. وبهذه المقوِّمات من تجارة وزراعة ورعي ازدهر الاقتصاد اللحياني في ذلك الوقت.

## المقايضة والعُمْلة في لحيان
وَجَدَ الباحثون نقشًا بالمسند يُشِـيرُ إلى «أنَّ رَجُلًا اشترى عشرة مناهل من المياه بـ 40 سلعت (سلعة) من بضاعته. عُثِرَ في دادان وصنعاء على عملات بها بعض العلامات والحروف المعينية. ويظهر أنها عُمْلة معينية حَمَلَهَا التُّجَّارُ من جنوب الجزيرة إلى دادان أثناء متاجرتهم. ويَرَى «تارن» أنَّ العُمْلة المعينية في دادان الموجودة الآن بجامعة «أبردين» في اسـكتلندا قد ضُرِبَتْ في الجزيرة العربية، وأنَّ قطعة العُمْلة هذه تماثل العُمْلة الإسكندرية التي تساوي أربعة دراهم.

## حقيقة مملكة ددان
لاشــك أنَّ وجود المعينيين في «ددان» العــلا كان قديمًا، ولا شك أنَّ وجودهم فيها كان وجودًا تِجاريًّا بحتًا كما عرفنا ذلك ســابقًا.

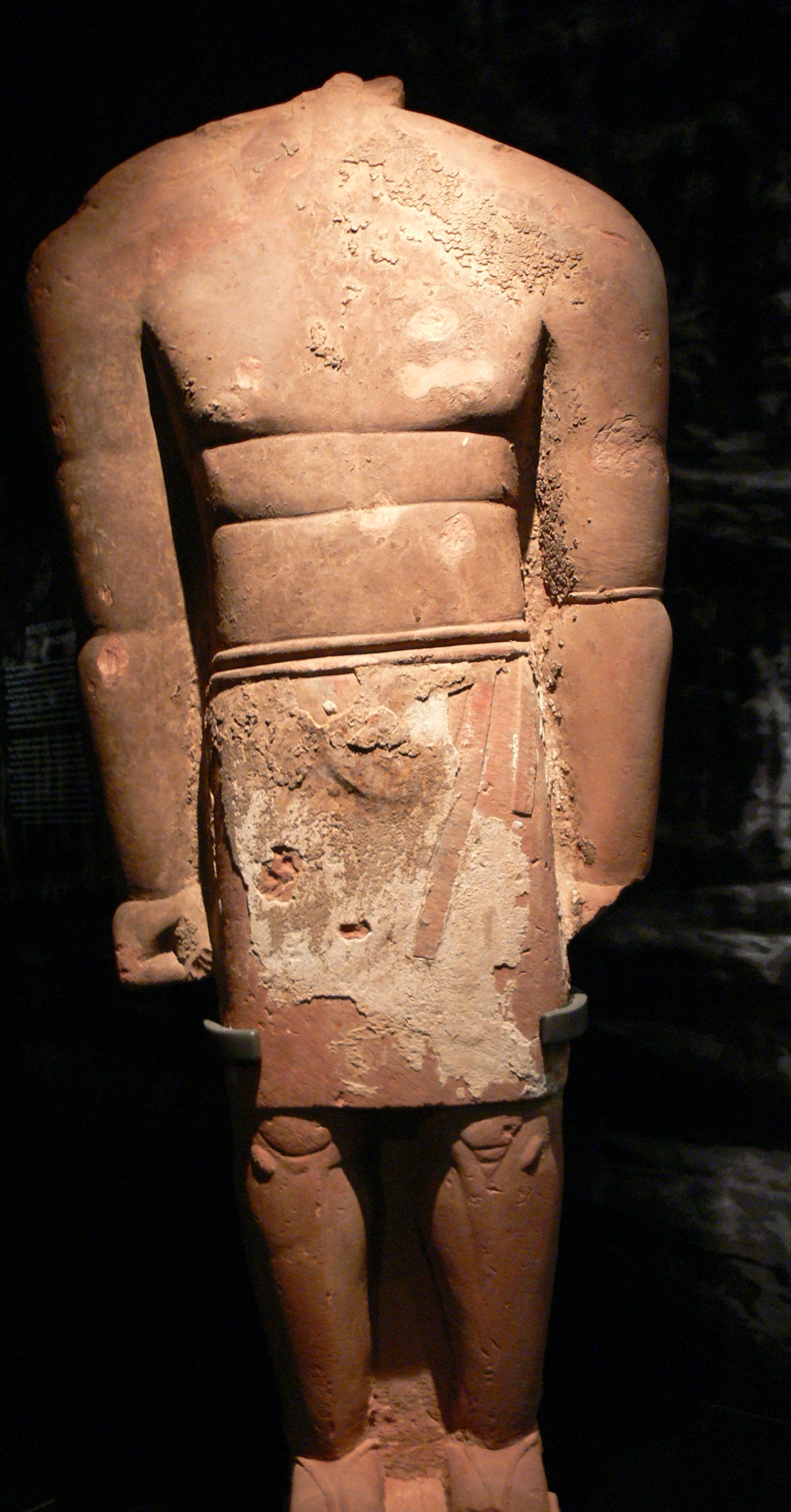
تمثال ضخم لملك لحياني من دادان ، 236 سم ، القرنين السادس والرابع قبل الميلاد

إنَّ المعينيين أقاموا مستوطنة «ددان» لتكون محطة القوافل القادمة من جنوب الجزيرة، وبعد بروز الحميريين وضعف مملكة معين في القرن الأول قبل الميلاد قرروا الاستقلال عن معين، وأنشأوا لهم بها مملكة صغيرة، «مملكة مدينة»، لا تتعدى سيطرتها حدود تلك المدينة. كثير من المؤرِّخين والباحثين الغربيين يعتقدون أن هناك قبيلة كانت تسمى ددان، ودادان هو أسم الارض التي حكمها المعينيين ولم يستمر تواجد المعينيين حتى أتت سلالة اللحيانيين من الحجاز واستولوا عليها وقد اختلف العلماء في من سبق الاخر في حكم المنطقة المعينيين ام اللحيانيين فذهب بعضهم إلى أن اللحيانيين إنما جاءوا بعد المعينيين، وهم الذين قضوا عليهم وانتزعوا منهم الحكم وألفوا مملكة لحيانية، وذهب آخر إلى أن اللحيانيين كانوا قد سبقوا المعينيين في الحكم، وأن حكمهم هذا دام حتى جاء المعينيون فانتزعوه منهم في زمن اختلفوا في تعيينه، وذهب آخرون إلى تقديم الديدانيين على المعينيين واللحيانيين وقد اختلفوا كذلك في زمان نهاية حكم كل حكومة من هذه الحكومات مع اتفاقهم على اختلاف المعينيين عن اللحيانيين

## الزي

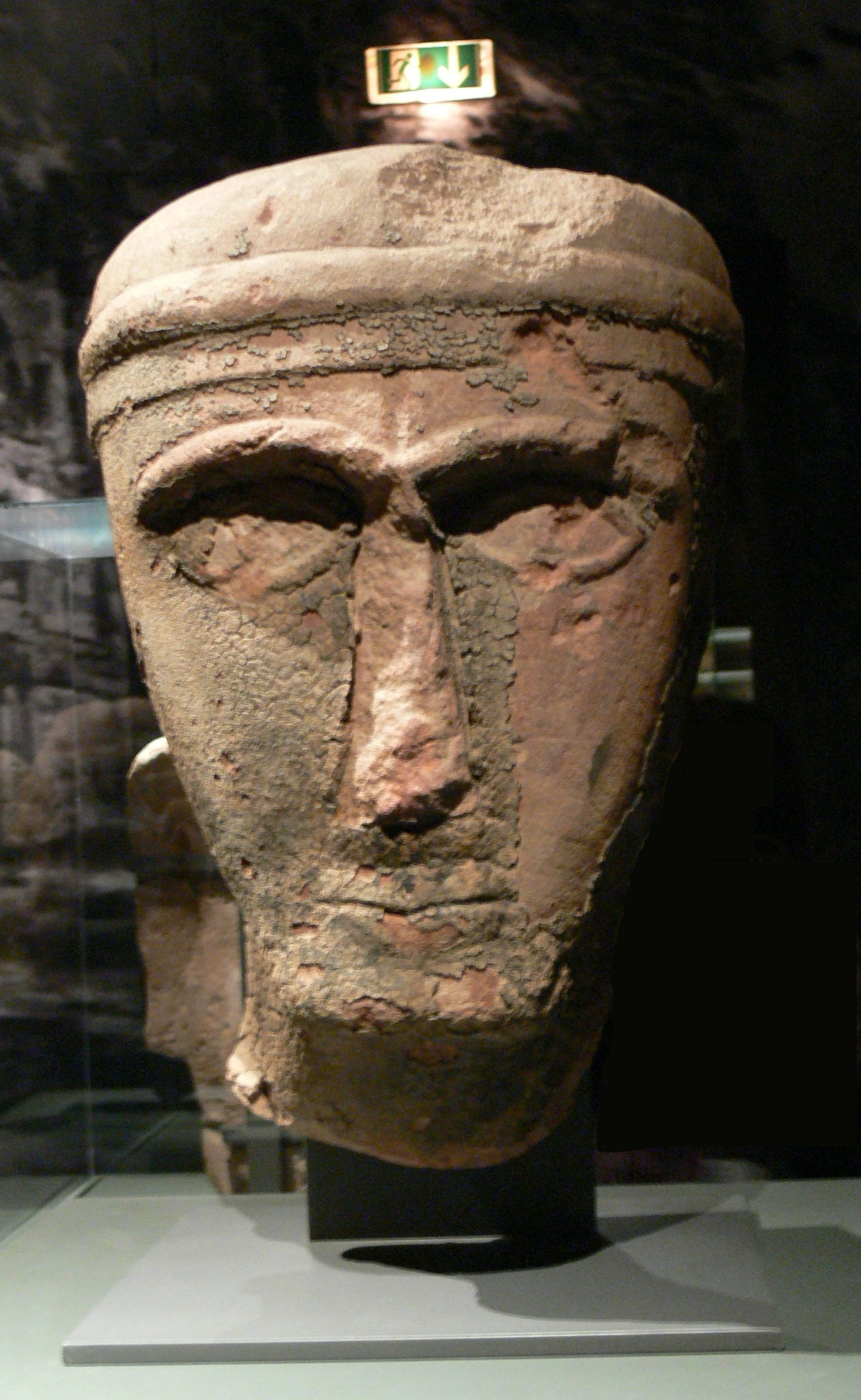
تمثال لرجل من مملكة دادان معتمرا شبيه العقال العربي على رأسه

كان المعينيون في دادان يرتدون الزي السبئي الصحراوي، (الزي التهامي)، وهو الزي الشائع في تهامة الحجاز القديم. وقد استحدث اللحيانيون في ددان الغترة والعقال لحماية أنفسهم من حرارة الشمس والغبار، وكان في ذلك الوقت قطعة قماش تربط بحبل.

## الخط اللحياني الشمالي
الأبجدية الددانية المعينية هي ذاتها خط المسند، لكن طريقة كتابة النقش وبعض الأحرف تغيرت قليلا.
اعتمد المعينيون الشماليون (الددانيون) في كتابتهم على ثلاث طرق؛ هي: طريقة إبراز الحرف، وتتم هذه الطريقة بتفريغ ما حول الحرف وإبرازه. وعادة ما تكون الحروف المكتوبة بهذه الطريقة منسقة في أسطر متوازية أكثر من غيرها، وتوضع خطوط أفقية للفصل بين الأسطر، ووجد عدد منها داخل براويز. والطريقة الثانية هي طريقة الحز، وتتم هذه الطريقة بحز الأحرف على الصخرة بأداة حادة فتكون الأحرف فيها غائرة. وأما الطريقة الثالثة فهي طريقة النقر، وتتم هذه الطريقة بنقر الأحرف على الصخر، وعادة ما تكون الأحرف فيها سميكة، والنقوش المكتوبة بهذه الطريقة عادة ما تكون مخربشات غير مكتملة وناقصة وتفتقد إلى الأسلوب الجيد في الكتابة. وهذه الطرق وهذه الحروف هي التي كتب بها المعينيون الددانيون حضارتهم في ددان العلا، وآثار حضارتهم لا تزال باقية هناك حتى اليوم.

## القلم اللحياني
ومن القلم المسند اشتق القلم اللحياني، والقلم الثمودي، والقلم الصفوي؛ وذلك لأن القلم المسند متقدم في الوجود على هذه الأقلام، فلا يمكن أن يكون قد أخذ منها. ثم إن المناطق التي وجدت فيها الكتابات اللحيانية والكتابات الثمودية، كانت في حكم المعينيين، بدليل عثور العلماء على كتابات معينية فيها. وهذه الكتابات أقدم عهدا من الكتابات اللحيانية والثمودية، ولذلك ذهب الباحثون في اللحيانيات والثموديات إلى اشتقاق خطها من الخط المسند.
وغيروا فيها بعض التغيير، فظهر من ذلك القلم القلم اللحياني والقلم الثمودي، غير أننا نجد أن كتابات القلم اللحياني تختلف بعض الاختلاف. وقد قسمها "ورنر كاسكل" إلى نوعين: كتابات لحيانية متقدمة، وكتابات لحيانية متأخرة. وقد بني تقسيمه هذا على أساس قدم الكتابات وتأخرها في التأريخ. والواقع أننا نجد الكتاب قد تحرروا في كتابة حروفهم في جميع العهود، في العهد المتقدم وفي العهد المتأخر، بحيث لم يتركوا لنا مجالا للأخذ بهذا التقسيم. فنراهم وقد كتبوا بعض الحروف بأوضاع قد تزيد على الخمسة. غير أننا إذا ما تصفحنا هذه الحروف المختلفة الأشكال، لا نجدها تختلف اختلافا بينا، إنما يرجع هذا الاختلاف في الواقع إلى ضعف وقوة يد الكاتب الذي حفر تلك الكتابات على الحجارة أو الخشب أو المواد الأخرى التي حفر الكتابة فيها. فمنهم من كان قويا في حفره للحروف، ومنهم من كان ضعيفا، فبان هذا الاختلاف في هيئات رسم الحروف. ومن هنا أرى أن اختلاف صور الحروف، لا يدل حتما على تطور الخط، بقدر ما يدل على مهارة أو ضعف الكاتب في الكتابة.

## نهاية لحيان
يقول جواد علي. ولسنا نعلم بعد، كيف كانت نهاية حكومة لحيان، ومن قضى عليها، وإلى أين ذهب اللحيانيون بعد سقوط مملكتهم الذي كان بعد الميلاد كما رأينا. أن قوما منهم هاجروا إلى الجنوب أي إلى الحجاز، وأن قوما منهم هاجروا إلى العراق فاستقروا بالحيرة، إذ نزلوا في موضع عرف باسمهم, وقد كانوا يتاجرون معها في أيام استقلالهم، ويظن أن موضع "السلمان" المعروف في البادية منسوب إلى الإله "سلمان" إله لحيان ورب القوافل عندهم، وقد كان اللحيانيون ينزلون به في طريقهم إلى العراق. ولا يستبعد أن يكون القسم الأعظم منهم قد عاد إلى البادية، واندمج في القبائل، مفضلا حياة البداوة على حياة العبودية والفوضى
وقد نسب أهل الأخبار "أوس بن قلام بن بطينا بن جميهر" إلى "لحيان" وهو من مشاهير أهل الحيرة، حكم الحيرة. وقد يكون للحيان الذين ينسب "أوس" إليهم علاقة باللحيانيين في العلا
ويذكر "بنو لحيان" الذين يذكرهم أهل الأخبار. من بقية ذلك الشعب الساكن في "الديدان" أما اللحيانيون فهم من "بني لحيان بن هذيل بن مدركة بن إلياس بن مضر" فهم عدنانيون، وقد كانوا ينزلون في شمال شرقي مكة.

## المكتشفات الأثرية في دادان
- مدفن الملك (كبرا* ملك ددن)
- قصر الحاكم
- 16 تمثالًا ضخمًا بارتفاع 3-4 أمتار
- قناع ذهبي للحاكم ومجوهرات ذهبية للزينة
- معبد محلب الناقة
- 3000 نقش لحياني
- 700 مقبرة في جبال دادان
- بئر ماء تم طمره بكمية كبيرة من التماثيل المكسرة والنقوش والكتابات والآثار التي تم تكسيرها بشكل متعمد
- أعمدة ضخمة تم نحتها بإتقان
- أحواض صخرية تستعمل للطهارة والوضوء والاستحمام
- عملات معدنية
- المحجر الذي تقص به الحجارة للبناء العمراني أو لصناعة التماثيل
- المستوطنة الشرقية في دادان أو المنطقة الثالثة؛ (لم يتم التنقيب بها بعد)
- مدائن الأسود؛ (مقابر الأسود)
- آثار جبل عكمة

## إتلاف الآثار
استعملت حجارة مدينة ددن في بناء بلدة العلا القديمة؛ حيث قام السكان المحليون بهدم المباني البارزة، ونقل الحجارة والطوب إلى العلا لاستعمالها في البناء، وقد قام بعض الزوار والعابثون بإتلاف بعض النقوش، وبالكتابة بالعربية عليها.
كان اللحيانيون وكذلك المعينيون الشماليون (الددانيون) يقطنون في مستوطنة ددان وتيماء، وقد كانوا مثل النبط (الأنباط) ينحتون الجبال لاتخاذها مقابر، وأهم مواقعهم المنحوتة هو موقع مدائن الأسود؛ (مقابر الأسود)، وكانوا يجيدون النحت بالصخر بإتقان. وتبعد الحجر (مدائن صالح النبطية) مسافة 14 كم عن مدينة دادان، والفاصل الجغرافي هو سلسلة جبلية بين مستوطنة ددان ومقبرة الحجر النبطية؛ حيث تعمد اللحيانيين بناء بيوتهم في تلك الأماكن الوعرة للحماية من أي هجمات محتملة من البدو أو أقوام معادية، وعلى الرغم من ذلك اكتشفت كمية كبيرة من التماثيل والكتابات اللحيانية والآثار التي تم تكسيرها بشكل متعمد وطمرها في بئر ماء في ددن، ولا يعرف من الذي قام بذلك؛ يحتمل أن القوات الرومانية والنبطية هي التي قامت بذلك في العام 25 ق.م، قبل انطلاق حملتهم العسكرية، والتي باءت بالفشل، ويحتمل أيضًا أن يكون الفاعلون من القوات البابلية؛ حيث اكتشفت نقوش آرامية تسجل غزو تيماء.
- (هو (الملك الأكدي) شق طريقا بعيدا، وحال وصوله قتل بتر ملك مدينة تيماء، وأراق (دماء) أنعام أهل المدينة (تيماء)، وأنعام أهالي المناطق المحيطة بها. أما هو نفسه فأقام في تيماء ومعه أقامت القوات الأكدية، وجمل المدينة (تيماء)، وبنى قصرا مشابها لقصر بابل وبنى.... وأودع ثروة المدينة (تيماء)، وثروة المنطقة المحيطة بها في .... والحرس يحيطون به..... ويتحسرون بصوت عالٍ (الأسرى)....... جعلهم (الأسرى) يحملون الطوب والسلال من جزاء العمل.....)
- (شهرين...... قتل الناس ..... رجالا و ..... نساء وصغارا وكبار..... أضاع مملكتهم.....الشعير الذي فيها (تيماء))